# John Serbin
John Serbin (4 de noviembre de 1970) es un deportista estadounidense que compitió en judo. Ganó dos medallas de bronce en el Campeonato Panamericano de Judo, en los años 1996 y 2002.

## Palmarés internacional
| Campeonato Panamericano | Campeonato Panamericano         | Campeonato Panamericano | Campeonato Panamericano |
| Año                     | Lugar                           | Medalla                 | Categoría               |
| ----------------------- | ------------------------------- | ----------------------- | ----------------------- |
| 1996                    | San Juan (Puerto Rico)          | Medalla de bronce       | –95 kg                  |
| 2002                    | Santo Domingo (Rep. Dominicana) | Medalla de bronce       | +100 kg                 |